# Fraction continue et approximation diophantienne

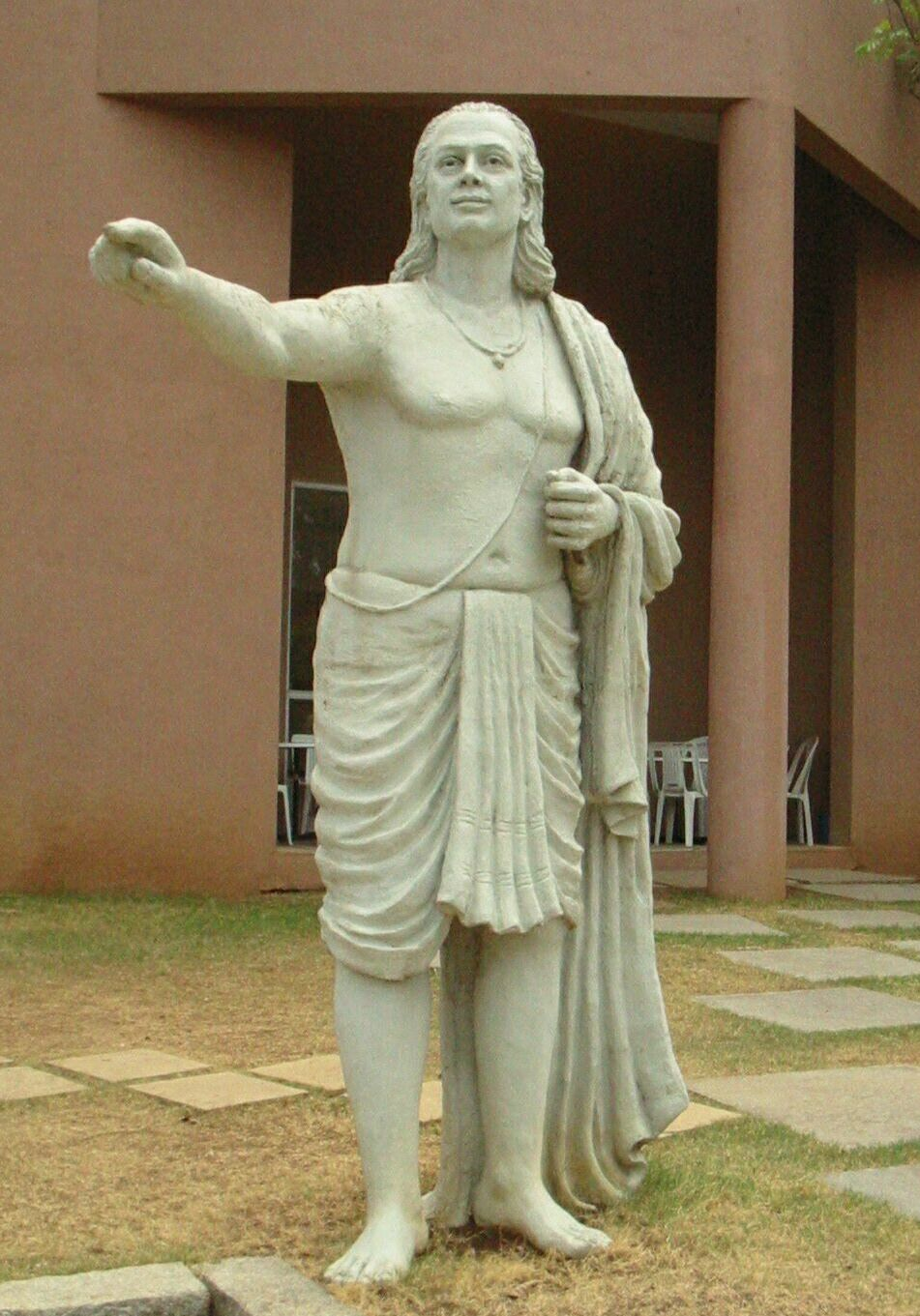
Le mathématicien indien Âryabhata fait usage d'approximations diophantiennes construites à l'aide de fractions continues dès le Ve siècle, pour extraire des racines carrées.

En mathématiques, la fraction continue d'un irrationnel x fournit une approximation diophantienne de x. Plus précisément, la réduite d'indice n, c'est-à-dire la fraction limitée à n étapes, est un rationnel qui approxime x (par défaut si n est pair et par excès si n est impair). Réciproquement, si l'on considère une fraction continue infinie, c'est-à-dire une suite infinie (an) dont le premier terme a0 est un entier relatif et tous les suivants sont des entiers strictement positifs, la suite de ses réduites converge vers un irrationnel x dont la fraction continue est constituée des an.
Les fractions réduites hn/kn fournissent les meilleures approximations rationnelles d'un irrationnel x, au sens suivant : la réduite d'indice n est une approximation située à une distance de x inférieure à 1/kn2 et, si une fraction p/q est une approximation située à une distance de x inférieure à 1/(2q2) alors p/q est une réduite de x. Ce résultat porte le nom de théorème de meilleure approximation.
Les fractions continues sont utilisées pour approcher des irrationnels comme des racines carrées ou le nombre π. Cette propriété permet de résoudre certaines équations diophantiennes comme celle de Pell-Fermat. Elle offre de plus une condition nécessaire et suffisante pour qu'un nombre soit rationnel, à l'origine de la première démonstration de l'irrationalité du nombre e. Elle permet d'aller plus loin et ce sont les propriétés des approximations diophantiennes obtenues à l'aide de fractions continues qui permettent de construire les premiers nombres démontrés transcendants, puis de montrer que e et π sont transcendants.

## Préambule

### Généralités
Les exemples les plus simples se trouvent au début de l'article Fraction continue, et concernent les rationnels. Un nombre rationnel x se représente de la manière suivante :
Les deux notations, avec des barres de fractions ou des crochets signifient la même chose. Si p est un entier inférieur à n, le terme ap, appelé coefficient ou quotient incomplet d'indice p, désigne un entier strictement positif sauf peut être a0 qui est un entier quelconque. La fraction qui s'arrête au terme ap est la réduite d'indice p et si 1/xp+1 est le complément à ajouter dans l'expression à ap pour obtenir la valeur exacte de x, alors xp+1 est appelé quotient complet d'indice p + 1, ce qui se traduit par l'égalité :
Ce concept ne se limite pas aux rationnels. Si x est un nombre irrationnel, la suite des coefficients est infinie et celle des réduites est alternée et converge vers x. Pour toute suite infinie d'entiers an, strictement positifs à l'exception éventuelle de a0 qui peut être négatif ou nul, la suite des réduites construites à l'aide des coefficients an converge vers un irrationnel dont la fraction continue est constituée des coefficients an. Un exemple simple de cette nature est proposé dans l'article Fraction continue d'un irrationnel quadratique. Un irrationnel quadratique est un irrationnel solution d'une équation du second degré à coefficients rationnels. La fraction continue d'un irrationnel est périodique à partir d'un certain rang, si, et seulement si, ce nombre est quadratique.
Quelques résultats utiles sont démontrés dans l'article détaillé. Si hn/kn désigne la réduite d'ordre n, on dispose des relations de récurrence suivantes :
ce qui montre que les numérateurs et les dénominateurs des réduites forment deux suites qui tendent vers l'infini. On dispose encore des résultats suivants : 
En particulier (d'après la première forme de cette égalité) hn et kn sont premiers entre eux et (d'après la seconde) la suite des réduites converge.

### Exemple: le nombree

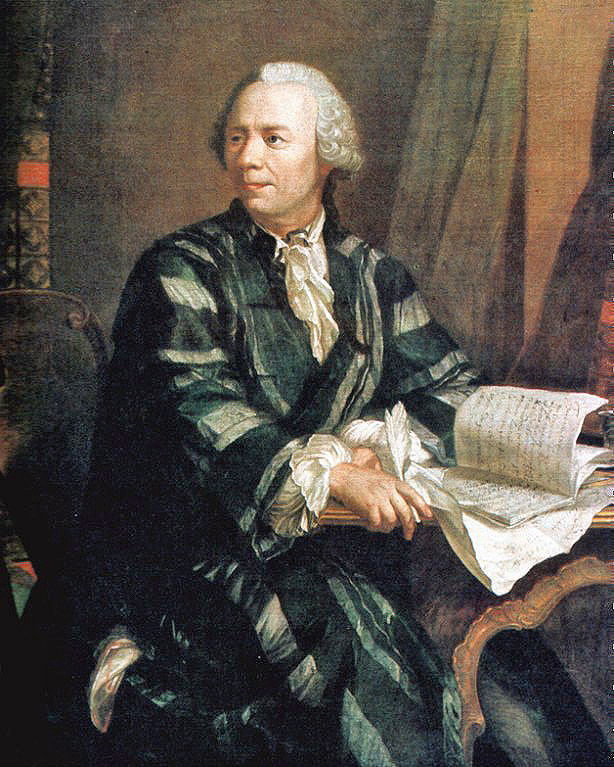
Leonhard Euler scrute les propriétés des fractions continues pour montrer que e est irrationnel.

En 1737, Leonhard Euler calcule le développement en fraction continue du nombre e, base du logarithme népérien :
(la barre utilisée ici signifie une répétition à l'infini de la suite des entiers qu'elle couvre).
Il prouve ainsi que e est irrationnel, puisque son développement en fraction continue est infini (il montre de même que e2 est irrationnel).
Une autre application qu'on pourrait y trouver serait d'obtenir une valeur approchée de e. La réduite d'ordre 2 est égale à 2,75 et celle d'ordre 10 propose 7 chiffres significatifs. L'approche par la série entière donne cependant plus simplement une preuve d'irrationalité et des approximations (cf. l'article e (nombre)). Le développement en fraction continue permet d'aller un peu plus loin, puisqu'il prouve que e n'est solution d'aucune équation du second degré à coefficients rationnels, car son développement en fraction continue n'est pas périodique. Ce type de démarche ne permet pas d'aller au-delà. De nouvelles idées sont nécessaires, par exemple, pour montrer la transcendance de e.
Malgré ces limitations, les fractions continues qui offrent des suites rationnelles convergeant vers e sont riches en informations sur la nature arithmétique de la limite. La suite de l'article montre, par exemple que si t est rationnel, alors et ne l'est pas. La démarche à l'origine de la preuve est celle qui a permis d'établir l'irrationalité de π.

### Fragments d'histoire
L'idée d'approximer un nombre à l'aide d'une fraction continue remonte à l'origine du concept, aux Indes du Ve siècle[réf. nécessaire]. Avec la résolution de l'identité de Bézout, c'est la première motivation qui pousse à l'usage d'une telle notion. Âryabhata (476-550) l'utilise pour les deux usages et particulièrement pour extraire des racines carrées[réf. incomplète].
La propriété d'approximation des fractions continues est retrouvée accidentellement sur la racine de 13 par Rafael Bombelli (1526-1572) puis généralisée par Pietro Cataldi (1548-1626) à toutes les racines carrées. Leonhard Euler (1707-1783) développe l'aspect théorique de la méthode. Il montre que tout nombre réel admet un unique développement en fraction continue simple et qu'il est irrationnel si, et seulement si cette fraction continue est de longueur infinie. Il invente une méthode, maintenant connue sous le nom d'approximant de Padé pour déterminer celui de e, ce qui est la première démonstration de son irrationalité. Jean-Henri Lambert (1728-1777) pousse plus loin l'exploration et montre que π n'est pas non plus rationnel.
L'usage d'une fraction continue comme approximation diophantienne pour étudier la nature arithmétique d'un nombre est établi. Le XIXe siècle est celui d'une meilleure compréhension des nombres transcendants. Joseph Liouville en utilise une pour exhiber le premier nombre démontré transcendant. Si le savoir décrit dans cet article s'arrête là, l'histoire, elle, continue. Parmi les multiples progrès, on peut citer Charles Hermite qui établit la transcendance de e en 1873. Puis, à l'aide d'une méthode analogue, Ferdinand von Lindemann montre en 1882 celle de π.

## Théorème de meilleure approximation rationnelle
Un corollaire élémentaire du théorème d'approximation de Dirichlet est l'existence, pour tout irrationnel, de « bonnes » approximations rationnelles, avec des dénominateurs k arbitrairement grands et une précision en 1/k2 (par comparaison, une approximation décimale ne possède en général qu'une précision de l'ordre de 1/k) :

Pour tout irrationnel x, il existe une infinité de rationnels pouvant s'écrire h/k avec k ≠ 0 et h entiers tels que |x – h/k| < 1/k2.
Pour un rationnel x, il n'existe évidemment qu'un nombre fini de telles fractions h/k. Ainsi, un irrationnel se caractérise par le fait qu'il s'approche « mieux » qu'un rationnel par une approximation diophantienne. En utilisant les réduites d'un irrationnel x, on peut expliciter une telle infinité de « bonnes » approximations de x, et diminuer le majorant 1/k2 en le divisant par 2 et même par √5. Un théorème de Hurwitz établit même que pour tout irrationnel x, il existe une infinité d'approximations h/k avec une erreur majorée par 1/(√5k2) :

Toute réduite h/k d'un irrationnel x vérifie la majoration (1). Sur deux réduites consécutives, il en existe une qui vérifie la majoration (2). Sur trois réduites consécutives, il en existe une qui vérifie la majoration (3).
{\displaystyle (1)\;\left|x-{\frac {h}{k}}\right|<{\frac {1}{k^{2}}},\quad (2)\;\left|x-{\frac {h}{k}}\right|<{\frac {1}{2k^{2}}},\quad (3)\;\left|x-{\frac {h}{k}}\right|<{\frac {1}{{\sqrt {5}}k^{2}}}.}

En revanche, le théorème de Thue-Siegel-Roth (affinant celui de Liouville) montre que lorsque l'irrationnel x est algébrique, et si grand que soit son degré, on ne peut pas améliorer l'exposant 2 : pour tout ε > 0, il existe une constante A > 0 telle que pour tout rationnel h/k, |x – h/k| ≥ A/k2+ε.
On parle aussi de « meilleure » approximation, en un sens différent, en considérant que h/k approche bien x lorsque kx – h est petit. Pour k fixé, la valeur minimum de |kx – h|, notée, ║kx║, est atteinte pour h égal à l'entier le plus proche de l'irrationnel kx. Pour n ≥ 1, ║knx║ = |knx – hn| et la suite des réduites approche x « de mieux en mieux », au sens où la suite des |knx – hn| est strictement décroissante. De plus, kn+1 est le plus petit dénominateur k > kn qui soit « meilleur » que kn, c'est-à-dire tel que ║kx║ < ║knx║. C'est ce qu'expriment la définition et le théorème suivants, qui fournissent d'ailleurs une définition et un algorithme alternatifs pour le développement en fraction continue de x.
Définition — Une meilleure approximation de x est une fraction h/k (k > 0), telle que ║kx║ = |kx – h| et ║k'x║ > ║kx║ pour tout entier k' tel que 1 ≤ k' < k.
Une telle fraction approche donc mieux x que toute fraction de dénominateur plus petit, au sens particulier précisé ci-dessus et a fortiori au sens ordinaire : si 1 ≤ k' < k alors  |k'x – h' | > |kx – h| donc |x – h'/k' | > |x – h/k|.
Théorème, — Les meilleures approximations d'un irrationnel sont ses réduites.
La démonstration de ce théorème permet également de prouver la propriété suivante, utilisée pour l'étude des fractions continues périodiques.

Pour tout irrationnel x, toute fraction h/k vérifiant la majoration (2) ci-dessus est une réduite de x.

Ces énoncés et leurs preuves s'adaptent au cas où x est rationnel, moyennant quelques précautions dans le cas où x est un demi-entier,.

### Nombres équivalents
Deux réels x et y sont dits équivalents, s'il existe des entiers a, b, c, d tels que ad – bc = ±1 et y = (ax + b)/(cx + d), autrement dit si une transformation de Möbius entière permet de passer de l'un à l'autre. Les classes d'équivalence sont donc les orbites de l'action du groupe PGL(2, ℤ) et l'orbite de 0 est l'ensemble des rationnels.
Serret a démontré que deux irrationnels x et y, de fractions continues respectives [a0, a1, … ] et [b0, b1, … ], sont équivalents si et seulement s'il existe deux entiers naturels h et k tels que pour tout i ≥ 0, ah+i = bk+i,,.
Les nombres équivalents au nombre d'or sont dits « nobles ». Ce sont ceux pour lesquels la constante √5, dans le théorème de Hurwitz (voir supra), ne peut pas être améliorée. Pour un irrationnel x non noble, √5 peut être remplacé par √8, qui est la meilleure constante si et seulement si x est équivalent à la racine carrée de 2.

## Irrationalité

### Résultat de Lambert

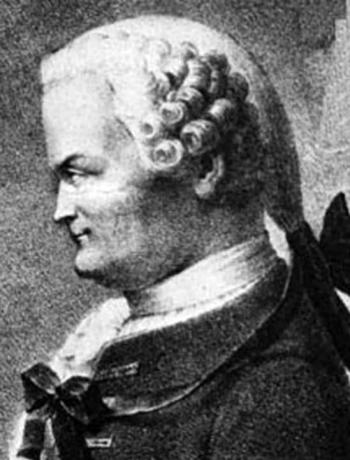
Jean-Henri Lambert démontre que si t est un rationnel non nul, alors tan(t) et exp(t) sont irrationnels.

Lambert est un précurseur dans son usage des approximations diophantiennes construites à l'aide de fractions continues, ce qui lui permet de montrer l'irrationalité de π. Il n'utilise pas directement la fraction continue de ce nombre, on ne dispose alors pas d'une expression comme celle d'Euler pour e. Si la théorie garantit l'existence d'une fraction continue égale à π, la difficulté réside dans le fait qu'il n'existe pas alors de méthode connue pour montrer que ce développement est infini.
Lambert établit tout d'abord une expression de la fonction tangente sous forme de fraction continue. Pour cela, il applique l'algorithme d'Euclide (cf. l'article Approximant de Padé). Le problème est que ce type de démarche génère une expression appelée fraction continue généralisée : ce sont des développements d'un nombre réel x de la forme suivante :
La notation utilisée dans le membre de droite est celle de Pringsheim (à l'interversion près des lettres a et b par rapport à sa notation, désormais usuelle, des fractions continues généralisées). Les résultats décrits en première partie de cet article ne s'appliquent plus. Et, à la différence des fractions continues étudiées jusqu'ici, dites simples par opposition, le fait d'autoriser des valeurs quelconques à an et bn pose le problème de convergence, que Lambert traite dans le cas particulier de la fonction tangente, en explicitant les réduites. Puis il établit un résultat qui généralise la proposition indiquant qu'une fraction continue simple infinie n'est jamais rationnelle :

Si les suites infinies d'entiers non nuls (an)n>0 et (bn)n>0 sont telles qu'à partir d'un certain rang, |an| > |bn| + 1 et si la fraction généralisée qu'elles définissent converge ainsi que ses « fractions extraites », alors la limite est irrationnelle.

### Nombres à tangente rationnelle, dontπ
On connaissait bien avant Lambert des fractions généralisées qui approximent le nombre π. William Brouncker avait montré par exemple que :
Mais cette fraction est loin de vérifier les hypothèses du lemme d'irrationalité. Lambert prend alors le problème de manière inverse et il développe en fraction continue la fonction tangente :
ou encore (par conversion) :
Cette fraction satisfait les hypothèses de sa proposition si m et n sont des entiers non nuls, ce qui lui permet d'énoncer le résultat suivant :

La tangente de tout rationnel non nul est un irrationnel.
Par contraposée, tous les réels non nuls dont la tangente est rationnelle sont des irrationnels. Le nombre π en fait partie puisque sa tangente est nulle.

### Exponentielle d'un rationnel
Euler avait déduit l'irrationalité de e et de e2 de leurs développements en fractions continues simples. Lambert va bien plus loin grâce aux fractions continues généralisées : il définit la fonction tangente hyperbolique et, en transposant les calculs précédents, obtient de même :
Le même raisonnement que pour la fonction tangente s'applique et la tangente hyperbolique de tout rationnel non nul est irrationnelle ou, ce qui est équivalent :

L'exponentielle de tout rationnel non nul est un irrationnel.

## Autres applications

### Équation de Pell-Fermat
L'équation de Pell-Fermat est l'équation suivante, où d désigne un entier positif non carré parfait.
À tout couple de solution (a, b) de cette équation, correspond la fraction a / b, qui se trouve être une approximation de la racine de d. Cette approximation est à une distance inférieure à 1/(2b2) de la racine ; c'est donc une réduite de la fraction continue. Cette propriété peut être utilisée pour élucider la structure de l'ensemble des solutions. Elle offre aussi un algorithme d'extraction de racine carrée dont le nombre de décimales exactes double à chaque étape.

### Automate de Huygens
Une application curieuse provient de l'horlogerie. Christian Huygens (1629-1695) souhaite réaliser un automate planétaire, c'est-à-dire un système à manivelle représentant le mouvement des différentes planètes du système solaire. Sachant que le rapport entre une année terrestre et celle de Saturne est  approximativement égal à 2 640 858/77 708 431, comment choisir le nombre de dents pour les différents engrenages qui composent la machine ? L'approximation diophantienne que représente la fraction continue lui offre une solution : « Or, lorsqu’on néglige à partir d’une fraction quelconque les derniers termes de la série et celles qui la suivent, et qu’on réduit les autres plus le nombre
entier à un commun dénominateur, le rapport de ce dernier au numérateur sera voisin de celui du plus petit nombre donné au plus grand; et la différence sera si faible qu’il serait impossible d’obtenir un meilleur accord avec des nombres plus petits. »

### Transcendance

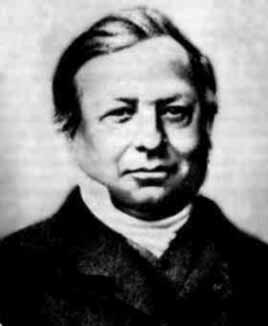
Joseph Liouville utilise des approximations diophantiennes pour construire explicitement des nombres transcendants.

Le fait qu'il n'existe qu'un nombre fini de fractions p/q à une distance inférieure à 1/(2q2) du rationnel signifie qu'un nombre rationnel s'approche « mal » par des fractions. Cette idée se généralise aux solutions d'une équation polynomiale. Soit α un nombre réel solution de l'équation f(x) = 0, où f désigne un polynôme de degré d à coefficients rationnels. Le théorème de Liouville donne une limite à la qualité de l'approximation de α par un nombre rationnel p/q ; précisément, il indique qu'il existe une constante réelle A telle que pour tout rationnel p/q :
ce qui permet de construire une fraction continue de limite x qui n'est solution d'aucune équation polynomiale à coefficients rationnels, c'est-à-dire un nombre transcendant. Plus exactement, Liouville démontre que si une fraction continue (an) converge vers un nombre algébrique de degré d ≥ 2, alors il existe une constante C telle que
où (kn) désigne encore la suite des dénominateurs des réduites de cette fraction continue. Liouville en déduit sa méthode de construction de nombres transcendants : « Il suffira de donner aux quotients incomplets un mode de formation qui les fasse grandir au-delà du terme indiqué, pour obtenir une fraction continue dont la valeur ne pourra satisfaire aucune équation algébrique » et suggère par exemple d'imposer par récurrence, à partir d'un certain rang :
D'après son résultat, la limite des réduites de toute fraction continue ainsi construite est un nombre transcendant.